# ディエゴ・ポレンタ
ディエゴ・ファビアン・ポレンタ・ムセト（Diego Fabian Polenta Muset，1992年2月6日 - ）は、ウルグアイ・モンテビデオ出身の元サッカー選手。現役時代のポジションはディフェンダー。

## 経歴
ウルグアイのダヌービオFCのユースチームでキャリアをスタートさせ、2008年にイタリアのジェノアCFCのユースチームに移籍した。2011年4月30日、SSCナポリ戦でプロデビューを果たした。2011年8月29日、ASバーリにレンタル移籍した。
2019年2月7日、ロサンゼルス・ギャラクシーに加入した。

## 代表歴
ウルグアイ代表として2009 FIFA U-17ワールドカップ、2011年に南米ユース選手権、2011 FIFA U-20ワールドカップに出場した。2012年にロンドンオリンピックにも選出された。